# Carl Schroeter
Carl Joseph Schroeter (født 19. december 1855 i Esslingen am Neckar, død 7. februar 1939 i Zürich) var en schweizisk botaniker. Autornavnet Schröt. kan bruges for Carl Schroeter sammen med et videnskabeligt artsnavn inden for botanikken. (Wikipedia-artikler der bruger autornavnet)
Schröter blev 1879 assistent og docent ved den teknsike højskole i Zürich og 1884 professor i botanik ved samme. Han var en fremragende kender af alpefloraen og skrev en række afhandlinger og værker derom (Die Alpenfutterpflanzen, 1884; sammen med Friedrich Gottlieb Stebler: Beiträge zur Kenntniss der Matten und Weiden der Schweiz, 1892, og det store værk Das Pflanzenleben der Alpen 1908). Sammen med Johann Jakob Früh har Schröter skrevet det meget omfangsrige værk: Die Moore der Schweiz (1904), og desuden har han leveret adskillige andre oublikationer. Med Oskar von Kirchner og Ernst Loew var Schroeter udgiver af den stort anlagte Lebensgeschichte der Blütenpflanzen Mitteleuropas, som begyndte at udkomme 1904.